# 이와누마역
이와누마역(일본어: 岩沼駅)은 일본 미야기현 이와누마시에 있는 동일본 여객철도 · 일본화물철도의 역이다. 도호쿠 본선과 조반선이 상호 운행하고 있어, 이 중 도호쿠 본선을 소속 노선으로 하고 있다. 법정상의 조반선 종점이지만, 조반선의 열차는 모두 도호쿠 본선을 경유해서 센다이역으로 상호 운행하고 있다. 단선 · 섬식 승강장의 형태를 합친 복합 구조의 철도 역사이다.

## 타는 곳
| 1 | ■ 조반선      |        | 와타리 · 하라노마치 · 이와키 방면 |                                  |
| 1 | ■ 도호쿠 본선 | (상행) | 시로이시 방면                     | (마지막 열차만)                  |
| 2 | ■ 조반선      |        | 나토리 · 센다이 방면              |                                  |
| 3 | ■ 도호쿠 본선 | (상행) | 시로이시 · 후쿠시마 방면          | (아부쿠마 급행 직통 열차를 포함) |
| 4 | ■ 도호쿠 본선 | (하행) | 나토리 · 센다이 · 고고타 방면     |                                  |
| 5 | ■ 도호쿠 본선 | (상행) | 나토리 · 센다이 · 고고타 방면     | (주로 이 역 시발의 열차)         |

## 화물역
일본화물철도의 역은, 여객 역사의 남쪽에 있다. 승강장의 길이는 컨테이너 4량분 정도로 짧다. 역의 남쪽부터 닛폰 제지 이와누마 공장에 이르는 전용선이 분기하고 있다. 총 길이 3km 정도의 이 전용선은, 컨테이너에 의해 공장으로 생산되던 제지품의 운송으로 사용되고 있다. 예전에는 공장에서 사용되던 액체염소가 탱크차로 도착하고 있었지만, 2007년에 폐지되었다.

## 이용 현황
| 연도     | 하루 평균 승차 인원 | 연도     | 하루 평균 승차 인원 |
| 2000년도 | 7,341               | 2006년도 | 7,153               |
| 2001년도 | 7,257               | 2007년도 | 7,157               |
| 2002년도 | 7,094               | 2008년도 | 7,088               |
| 2003년도 | 7,130               | 2009년도 | 7,011               |
| 2004년도 | 7,133               | 2010년도 | 6,743               |
| 2005년도 | 7,198               |          |                     |
| -------- | ------------------- | -------- | ------------------- |

## 역 주변
- 이와누마 시청
- 센다이 은행 · 시치주시치 은행 · 센난 신용금고 이와누마 지점

## 인접 정차역
| 도호쿠 본선            | 도호쿠 본선               | 도호쿠 본선          |
| ---------------------- | ------------------------- | -------------------- |
| 쓰키노키 후쿠시마 방면 | ៛ 쾌속 '센다이 시티 래빗' | 나토리 센다이 방면   |
| 쓰키노키 후쿠시마 방면 | ■ 보통                    | 다테코시 센다이 방면 |
| 조반선                 |                           |                      |
| 오쿠마 이와키 방면     | ■ 조반선                  | 시·종착역            |